# 佐賀県道341号山崎町切線
佐賀県道341号山崎町切線（さがけんどう341ごう やまさきちょうぎりせん）は、佐賀県唐津市を通る一般県道である。

## 概要
唐津市相知町山崎から唐津市相知町町切に至る。
ほぼ全線で厳木川を挟み、国道203号と併走する。

### 路線データ
- 起点：唐津市相知町山崎（山崎交差点、佐賀県道40号浜玉相知線交点）
- 終点：唐津市相知町町切（町切交差点、佐賀県道350号相知厳木線交点）

## 路線状況

### 道路施設

#### 橋梁
- 牟田橋（楠川、唐津市）

## 地理

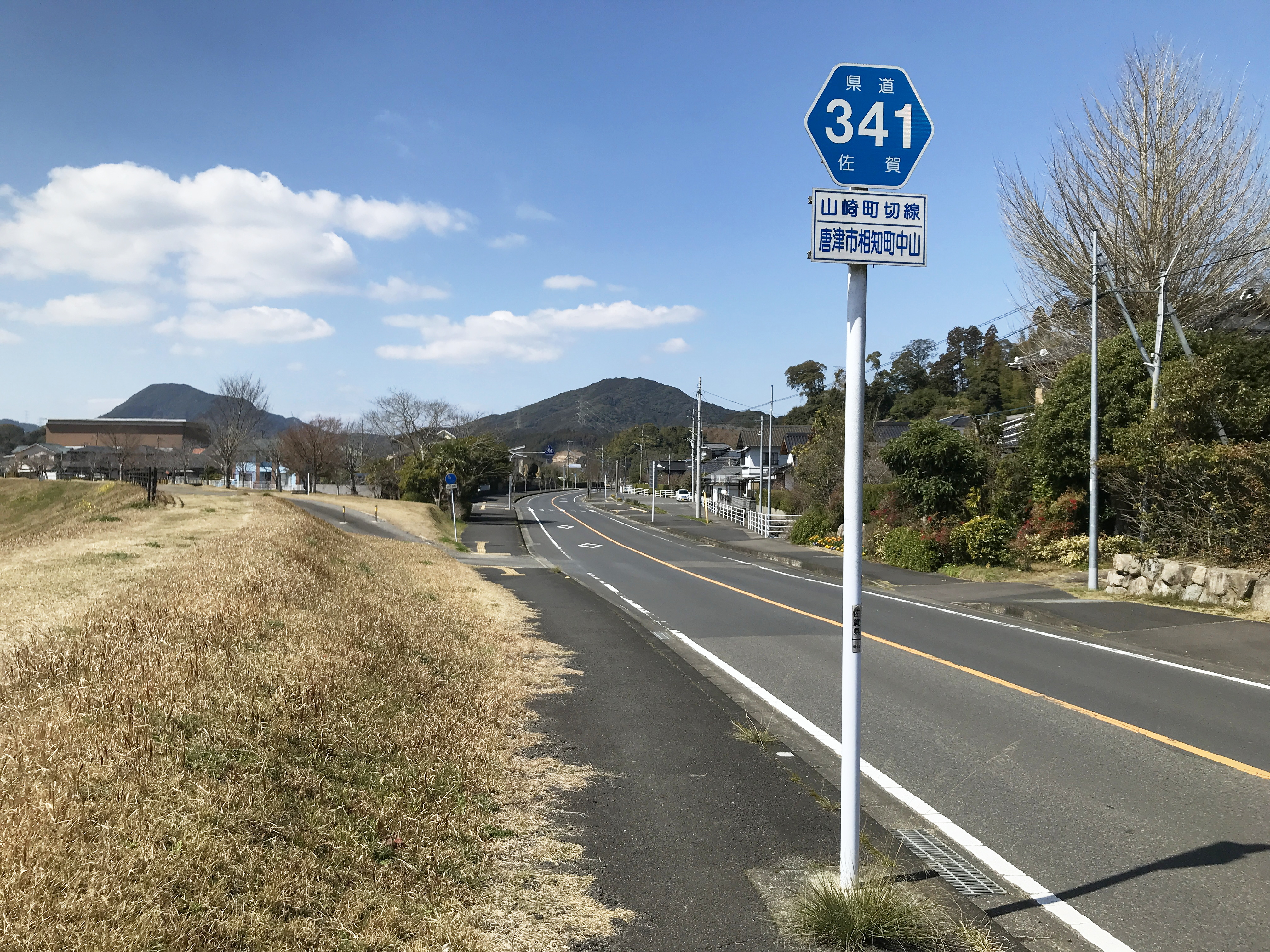
唐津市相知町中山の浜白橋北から相知町久保方面

### 通過する自治体
- 唐津市

### 交差する道路
| 交差する道路                | 交差する場所 | 交差する場所      |
| --------------------------- | ------------ | ----------------- |
| 佐賀県道40号浜玉相知線      | 相知町山崎   | 山崎交差点 / 起点 |
| 佐賀県道328号相知唐津浜玉線 | 相知町中山   | 浜白橋北交差点    |
| 佐賀県道350号相知厳木線     | 相知町町切   | 町切交差点 / 終点 |

### 交差する鉄道
- 唐津線

### 沿線
- 厳木川
- 厳木バイパス 岩屋IC（終点付近）